# Vefa de Saint-Pierre
Geneviève de Méhérenc de Saint-Pierre, dite également Vefa de Saint-Pierre (Vefa Sant-Pêr en breton), Brug ar Menez Du (nom bardique), est une écrivaine, une femme de lettres et militante culturelle bretonne, née au château du Bois de la Salle en Pléguien le 4 mai 1872 et décédée à Saint-Brieuc le 16 juin 1967.

## Biographie
Elle est la fille d'Henri de Méhérenc de Saint-Pierre et de Marie Espivent de La Villesboisnet. Elle épouse Joseph Potiron de Boisfleury.
Tour à tour religieuse, romancière, poétesse, auteur d'ouvrages pour la jeunesse, journaliste et reporter, elle est une grande voyageuse et une passionnée de chasse, parcourant l'Amérique du Sud, les États-Unis (en 1906 ; elle part sur les traces de son bisaïeul l'amiral de Saint-Pierre, qui s'était illustré pendant la Guerre d'indépendance américaine), le Canada (en 1907 ; elle rencontre plusieurs groupes d'émigrés bretons, notamment à Saint-Claude (Manitoba) où elle est reçue par la famille Kervinio, originaire de Guern, et celle de Louis Palud, originaire de Plouzévédé, et d'autres disséminés dans le Grand Nord canadien) et l'Australie.
Attachée à la préservation de la culture bretonne, elle apportera son aide financière à l'Emsav depuis son manoir de Menez Kamm. Elle était très proche du poète et philosophe Maodez Glanndour ainsi que de Yann Fouere.
En 1930, elle est admise au sein du Gorsedd de Bretagne sous le nom de Brug ar Menez Du (la Bruyère des Montagnes Noires en français). Elle soutint activement le cercle celtique de Spézet, baptisé « Brug ar Menez » en son honneur. En 1949, elle est à l'origine du premier acte notarié bilingue.

## Publications
- Les Émeraudes de l'Inca, roman en collaboration avec Fernand de Saint-Pierre, Paris, Les Gémeaux, 1923
- Iverzon gwelet gant eur Vretonez, reportage au Congrès Eucharistique de Dublin de 1932, traduit en breton par Dirnador, Moulerez Thomas, Guingamp,1933
- diverses publications de poèmes dans des revues d'expression bretonne